# Preda Mihăilescu
Preda Mihăilescu (ur. 23 maja 1955 roku w Bukareszcie) – rumuński matematyk specjalizujący się w teorii liczb, kryptografii, analizie zespolonej i analizie numerycznej. Mihăilescu znany jest z rozwiązania w 2002 roku ponad 150-letniego problemu matematycznego (tzw. hipotezy Catalana), nazywanej tego od czasu twierdzeniem Mihăilescu. W roku 2009 Mihăilescu ogłosił, że udało mu się udowodnić hipotezę Leopoldta dla wszystkich ciał liczbowych.